# L'Homme à genoux
 (décembre 2020).
L'Homme à genoux est une œuvre conçue à l'origine en 1888 par l'artiste français Auguste Rodin pour son projet La Porte de l'Enfer. Les bras et le torse de l'œuvre ont été réutilisés pour La Naissance de Vénus, une version féminine - Gates présente les versions masculine et féminine dans le tympan et la partie supérieure du panneau de droite. La même figure masculine a également été utilisée dans le cadre de The Maiden Kissed by the Ghost (en).
Il a été coulé en bronze patiné marron et vert en 1960 par la Fonderie Rudier. L'une de ces pièces en bronze se trouve aujourd'hui au Museo Soumaya de Mexico.